# Tenthredinini
Tenthredinini es una tribu de Symphyta en Hymenoptera. Es de distribución holártica.
Los géneros incluidos en esta tribu son:
- Ischyroceraea Kiaer 1898
- Lagium Konow 1904
- Rhogogaster Konow 1884
- Tenthredo Linnaeus, 1758